# HD 107148
HD 107148 ist ein 167 Lichtjahre von der Erde entfernter Gelber Zwerg im Sternbild Jungfrau. Er besitzt eine scheinbare Helligkeit von 8,0 mag.
Der Stern wird von einem Exoplaneten umkreist, der die systematische Bezeichnung HD 107148 b trägt. Die Umlaufdauer des Begleiters beträgt rund 48 Tage und seine Masse wird auf mindestens etwa 0,2 Jupitermassen (ca. 70 Erdmassen) geschätzt. Die große Halbachse seines Orbits beträgt ca. 0,27 Astronomische Einheiten. Die Entdeckung des Objekts mit Hilfe der Radialgeschwindigkeitsmethode wurde im Jahr 2006 von Butler et al. veröffentlicht.